# Ross Powers

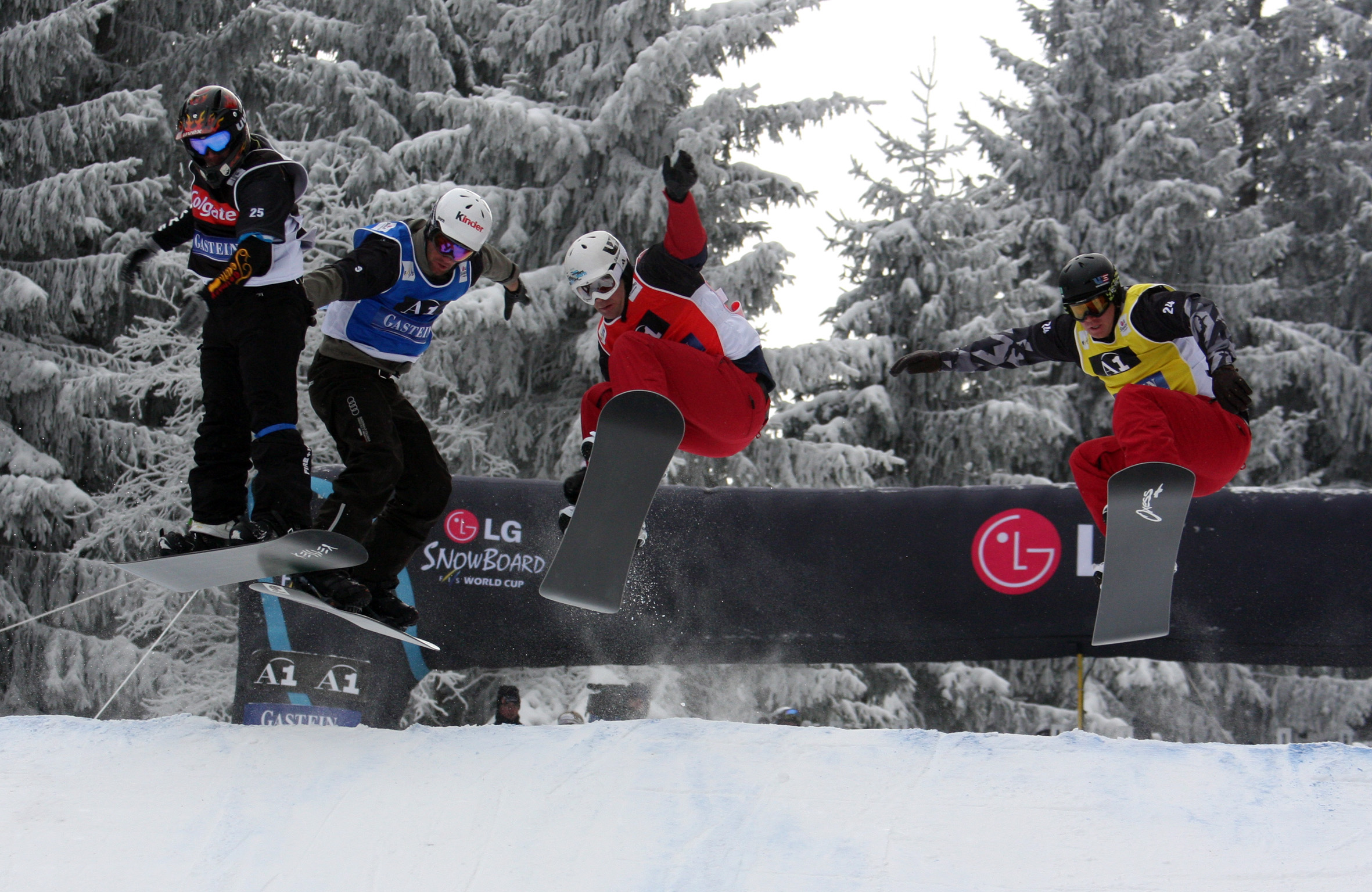
Ross Powers (rechts) in Bad Gastein (2010)

Ross Powers (* 10. Februar 1979 in Bennington, Vermont) ist ein US-amerikanischer Snowboarder und Olympiasieger.
Powers gewann am 11. Februar 2002 bei den Olympischen Winterspielen von Salt Lake City die Goldmedaille mit 46,1 Punkten vor seinem Landsmann Danny Kass. 1996 wurde er Weltmeister in der Halfpipe, 1998 gewann er Bronze bei den Olympischen Spielen.